# Bill Hart (cầu thủ bóng đá)
William Robert Hart (1 tháng 4 năm 1923 – tháng 3 năm 1990) là một cầu thủ bóng đá người Anh từng thi đấu ở vị trí right half.

## Sự nghiệp
Sinh ra ở North Shields, Hart từng thi đấu cho Newcastle United, Chesterfield và Bradford City.
Đối với Bradford City ông có 25 lần ra sân ở Football League.